# Unai Yus
Unai Emilio Yus Querejeta (* 13. Februar 1974 in Vitoria-Gasteiz) ist ein ehemaliger spanischer Cyclocross- und Straßenradrennfahrer.
Unai Yus begann seine Karriere 1999 bei dem Radsportteam Matesica Aboboda. 2001 wechselte er zu Cantanhede-Marques de Marialva, wo er das Eintagesrennen Porto-Lisboa und eine Etappe bei der Portugal-Rundfahrt gewann. Zwei Jahre später war er auf einem Teilstück der Volta a Terras de Santa Maria erfolgreich. Zur Saison 2004 wechselte Yus zu Brioches La Boulangère, wo er eine Etappe der Hessen-Rundfahrt gewann. 2005 wurde er spanischer Meister im Cyclocross. Später in der Saison nahm er an der Vuelta a España teil und wurde dort zweimal Etappensechster. Er gewann auch noch drei weitere Crossrennen. In der Saison 2006 fuhr er für Paredes Rota dos Moveis, wo er sieben Crossrennen gewann. 2007 war er sechsmal im Cyclocross erfolgreich, unter anderem beim Ciclocross Ciudad de Valencia.

## Erfolge – Straße
2001
- eine Etappe Portugal-Rundfahrt

2004
- eine Etappe Hessen-Rundfahrt

## Erfolge – Cyclocross
2004/2005
- Spanischer Crossmeister

2007/2008
- XII Ciclocross Ciudad de Valencia, Valencia

## Teams
- 1999 Matesica Aboboda
- 2000 Troiamarisco-Matesica
- 2001–2003 Cantanhede-Marques de Marialva
- 2004 Brioches La Boulangère
- 2005 Bouygues Télécom
- 2006 Paredes Rota dos Moveis